# Siembra
Albums de Willie Colón et Rubén Blades
Metiendo Mano!
(1977) Canciones Del Solar De Los Aburrido
(1981)
Siembra est un album de Willie Colón et Rubén Blades sorti en 1978. 

## L'album
Willie Colón, tromboniste et chef d'orchestre à New-York et Rubén Blades, acteur-auteur-compositeur-interprète de Panama collaborent pour la première fois. Ils produisent un album jugé essentiel dans l'histoire de la salsa.
Ses refrains accrocheurs sont adoptés par les étudiants universitaires des années 1970 en raison du message positif de fierté latine et accompagnent les luttes pour la justice et la paix dans les pays d’Amérique Centrale et du Sud. 

### Titres
Tous les titres sont de Rubén Blades (sauf mention) : 
1. Plástico (6:37)
2. Buscando Guayaba (5:43)
3. Pedro Navaja (7:21)
4. María Lionza (5:27)
5. Ojos (Johnny Ortiz) (4:50)
6. Dime (6:59)
7. Siembra (5:21)

### Musiciens
- Rubén Blades : Voix
- Willie Colón : Trombone
- José Torres: Piano, synthétiseur
- José Mangual Jr. (es) : Bongos, Maracas
- Jimmy Delgado : Timbal
- Adalberto Santiago : Percussions, Chorus Ensemble
- Eddie Montalvo: Tumbadora, Percussions
- Salvador Cuevas : Basse
- Eddie Rivera : Basse